# Piotr Długosielski
Piotr Długosielski (ur. 4 kwietnia 1977 w Warszawie) – polski lekkoatleta, sprinter.

## Osiągnięcia
Zawodnik AZS-AWF Warszawa, specjalizujący się w biegu na 400 metrów. Uczestnik Igrzysk Olimpijskich w Sydney (2000), członek reprezentacyjnej sztafety 4 x 400 m, która zajęła 6. miejsce (3:03,22). Startował w eliminacjach sztafety 4 x 400 m podczas mistrzostw świata w Sewilli (1999), gdzie w finale Polacy zdobyli złoty medal (po dyskwalifikacji sztafety amerykańskiej za doping). Z kolei w MŚ w Edmonton (2001) polska sztafeta z Długosielskim zajęła w finale 3. miejsce w czasie 2:59,71. Długosielski zwyciężał w sztafecie w zawodach superligi Pucharu Europy w Bremie (2001 - 3:01,79) oraz w I lidze PE w 2000 (3:02.41), w młodzieżowych mistrzostwach Europy wywalczył w złoto (1997 – 3:03,07) i srebro (1999 – 3:03,22). Odniósł też sztafetowe zwycięstwo podczas Igrzysk Frankofońskich (2001 – 3:04,91). Matka Piotra, Maria Długosielska-Żukowska była znaną lekkoatletką, uprawiała sprinty i skok w dal, ojciec (Marek) był finalistą mistrzostw Polski na 200 metrów.
Jego rekord życiowy na 400 m wynosi 45,67 s. (30 czerwca 2001, Bydgoszcz), co jest 20. wynikiem w historii polskiej lekkoatletyki.
14 grudnia 2012 Długosielski został wybrany sekretarzem generalnym Polskiego Związku Lekkiej Atletyki